# Copa Aerosur del Sur 2011
La Copa Aerosur del Sur 2011 fue la sexta y última edición del Torneo de Verano de Fútbol Boliviano patrocinado por Aerosur.
Nuevamente en este torneo se jugó con seis equipos y bajo la modalidad de llaves con partidos de ida y vuelta. En esta edición sya no hubo ningún debutante. El torneo comenzó el día jueves 28 de julio de 2011 y finalizó el 23 de agosto del mismo año.
La versión 20011 tuvo por fin como primer campeón al Club Universitario de Sucre quien había auspiciado muchas veces como local y no pudiéndose llevar el trofeso en su ciudad Sucre.
El campeón de la copa tendrá pasajes gratis en Aerosur para viajar a disputar sus partidos durante la temporada 2006 de la Liga de Fútbol Profesional Boliviano, mientras que el subcampeón tendrá un descuento de 70%. El resto de los participantes podrá acceder al 50% de descuento en los pasajes si aceptan llevar el logo de la aerolínea en su uniforme.

## Equipos participantes
| Equipo                 | Departamento |
| ---------------------- | ------------ |
| Universitario de Sucre | Sucre        |
| La Paz Fútbol Club     | La Paz       |
| San José               | Oruro        |
| Real Potosí            | Potosí       |
| Guabira                | Montero      |
| Nacional Potosí        | Potosí       |

## Llave San José - La Paz FC
| 28 de julio de 2011 20:00 | San José | 1:0 | La Paz Fútbol Club | Estadio Jesús Bermúdez, Oruro              |  |
|                           |          |     |                    | Asistencia: ¿? espectadores Árbitro(s): ¿? |  |

| 6 de agosto de 2011 14:00 | La Paz Fútbol Club                                       | 1:0 (2:4 p.)               | San José                                                                       | Estadio Cosmos 79, La Paz                  |                                            |
|                           | Fernando Olivera 69'                                     |                            |                                                                                | Asistencia: ¿? espectadores Árbitro(s): ¿? | Asistencia: ¿? espectadores Árbitro(s): ¿? |
|                           |                                                          | Tiros desde el punto penal |                                                                                |                                            |                                            |
|                           | Alejandro Molina · José Paz · Gary Paz · Jorge Florentin |                            | Nicolas Suárez · Joaquín Botero · Álvaro Pintos · Luis Palacios · Carlos Lampe |                                            |                                            |

## Llave Guabira - Universitario
| 30 de julio de 2011 18:00 | Guabirá               | 2:2 | Universitario de Sucre                 | Estadio Gilberto Parada, Montero           |                                            |
|                           | Darwin Ríos 30' y 58' |     | 45+2' Marcelo Gomes 70' Marcos Barrera | Asistencia: ¿? espectadores Árbitro(s): ¿? | Asistencia: ¿? espectadores Árbitro(s): ¿? |

| 4 de agosto de 2011 20:00 | Universitario de Sucre                   | 2:0 | Guabirá | Estadio Olímpico Patria, Sucre             |                                            |
|                           | Juan Eduardo Fierro 56' Boris Alfaro 87' |     |         | Asistencia: ¿? espectadores Árbitro(s): ¿? | Asistencia: ¿? espectadores Árbitro(s): ¿? |

## Llave Real Potosí - Nacional Potosí
| 30 de julio de 2011 15:30 | Real Potosí           | 1:2 | Nacional Potosí        | Estadio Víctor Agustín Ugarte, Potosí      |                                            |
|                           | Gerardo Yecerotte 89' |     | 41' y 59' Bryan Aldave | Asistencia: ¿? espectadores Árbitro(s): ¿? | Asistencia: ¿? espectadores Árbitro(s): ¿? |

| 7 de agosto de 2011 15:30 | Nacional Potosí | 0:1 (4:5 p.)               | Real Potosí | Estadio Víctor Agustín Ugarte, Potosí      |                                            |
|                           | |                            | 25' Gerardo Yecerotte | Asistencia: ¿? espectadores Árbitro(s): ¿? | Asistencia: ¿? espectadores Árbitro(s): ¿? |
|                           | | Tiros desde el punto penal | |                                            |                                            |
|                           | Edgar Escalante · Vinicius de Lasare · Rafael Segovia · Gastón Mealla · Alex da Rosa } · Bryan Aldave · Javier López |                            | Sebastián Carrizo · Pastor Tórrez · Gerardo Yecerotte · Luis Aníbal Torrico · Eduardo Ortíz · Marcos Pol · Diego Salvatierra |                                            |                                            |

## Semifinales

### Semifinal 1
| 11 de agosto de 2011 20:00 | San José                | 1:1 | Real Potosí           | Estadio Jesús Bermúdez, Oruro              |                                            |
|                            | Maximiliano Andrada 69' |     | 73' Gerardo Yecerotte | Asistencia: ¿? espectadores Árbitro(s): ¿? | Asistencia: ¿? espectadores Árbitro(s): ¿? |

| 14 de agosto de 2011 15:30 | Real Potosí                              | 2:0 | San José | Estadio Víctor Agustín Ugarte, Potosí      |                                            |
|                            | Nery Fernández 20' Gerardo Yecerotte 38' |     |          | Asistencia: ¿? espectadores Árbitro(s): ¿? | Asistencia: ¿? espectadores Árbitro(s): ¿? |

### Semifinal 2
| 12 de agosto de 2011 20:00 | Nacional Potosí    | 1:1 | Universitario de Sucre | Estadio Víctor Agustín Ugarte, Potosí      |                                            |
|                            | Rafael Segovia 10' |     | 22' Erick Melgar Jr    | Asistencia: ¿? espectadores Árbitro(s): ¿? | Asistencia: ¿? espectadores Árbitro(s): ¿? |

| 16 de agosto de 2011 20:00 | Universitario de Sucre                | 2:0 | Nacional Potosí | Estadio Olímpico Patria, Sucre             |                                            |
|                            | Marcelo Gomes 85' Henry Machado 90+1' |     |                 | Asistencia: ¿? espectadores Árbitro(s): ¿? | Asistencia: ¿? espectadores Árbitro(s): ¿? |

## Final
| 20 de agosto de 2011 20:00 | Universitario de Sucre             | 2:0 | Real Potosí | Estadio Olímpico Patria, Sucre                                       |                                                                      |
|                            | Boris Alfaro 82' Luis Liendo 90+2' |     |             | Asistencia: 7.000 espectadores espectadores Árbitro(s): Ever Cuéllar | Asistencia: 7.000 espectadores espectadores Árbitro(s): Ever Cuéllar |

| 23 de agosto de 2011 20:00 | Real Potosí       | 1:1 | Universitario de Sucre | Estadio Víctor Agustín Ugarte, Potosí                                     |                                                                           |
|                            | Sebastián Pol 58' |     | 90+3' Boris Alfaro     | Asistencia: 9.000 espectadores espectadores Árbitro(s): Juan Nelio García | Asistencia: 9.000 espectadores espectadores Árbitro(s): Juan Nelio García |

| Campeón Universitario de Sucre 1º título |